# Hans Henrik Schou (direktør)
 Der er flere personer med dette navn, se Hans Henrik Schou.
H.H. Schou (født 20. januar 1860 i Slagelse, død 26. september 1828 på Knabstrup Teglværk) var en dansk direktør og bestyrelsesmedlem af flere bestyrelser. Schou overtog i 1897 Knabstrup Teglværk og startede det som et aktieselskab. Han havde tre generationer af iværksættere bag sig og var en iderig og visionær mand. Han fik ideen til at udvide produktionen med urtepotter.
Efter hans død overtog Frida Schou ledelsen af Knabstrup Keramikfabrik.